# Baronnie de Vitré
1008–1792
Entités suivantes :
- Ille-et-Vilaine 
(Première République)

La baronnie de Vitré est un ancien territoire breton dont la capitale était située à Vitré. C'était l'une des neuf anciennes baronnies de Bretagne et était d'ailleurs considérée comme étant la plus puissante et la plus prospère. 

## Histoire

### Les origines
Selon la "Chronique de Vitré" de Pierre Le Baud, un grand fidèle du duc Geoffroi Ier de Bretagne, Riwallon, aurait tué le seigneur anonyme du Kemenet-Héboé qui avait insulté le duc lors d'un parlement qui s'était tenu à Auray. Afin d'échapper à la vengeance des proches de sa victime il se réfugie à Rennes où il devient tellement proche du duc que celui-ci lui confie, en 1008, un grand fief limitrophe du Maine et de l'Anjou comprenant la petite ville de Marcillé et le futur emplacement de celle de Vitré. Riwallon construisit le premier château de Vitré, bâti en bois, sur l'actuel emplacement de l'église Sainte-Croix.

### Sous la Famille de Vitré

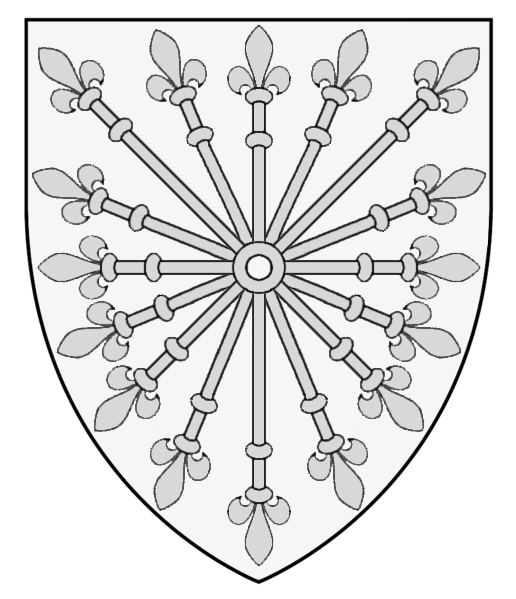
Armes anciennes de la famille de Vitré

Le petit-fils de Riwallon, Robert Ier, considéré comme étant le "premier vrai baron de Vitré", décida d'abandonner le château primitif en bois pour commencer à en bâtir un autre, sur le promontoire rocheux opposé, en pierre. À côté, il bâtit une église dédiée à saint Pierre et donna aux moines de Marmoutiers l'ancien château de Riwallon pour y fonder un prieuré sous le vocable de Sainte-Croix. Autour de ces deux édifices quelques habitations vont voir le jour : le faubourg du Bourg-aux-Moines, autour de l'église Sainte-Croix, et le "Vieil-Bourg", qui deviendra la ville close au XIIIe siècle. C'est donc bien sous le règne de Robert Ier que la ville de Vitré va naître et va devenir la capitale de la nouvelle baronnie. 

Les deux églises ont aujourd'hui disparu : l'église Saint-Pierre est à l'origine de l'actuelle église Notre-Dame (une poterne située en face de celle-ci porte encore aujourd'hui le nom de "poterne Saint-Pierre") et l'église Sainte-Croix fut reconstruite à de nombreuses reprises (l'actuelle date du XVIIIe siècle).
Par la suite, la baronnie de Vitré s'agrandit de plus en plus jusqu'à comprendre près de 80 paroisses. Mais les barons de Vitré occupèrent d'autres seigneuries : Riwallon, par exemple, fut vicomte de Rennes (d'où son surnom le Vicaire, le Vicomte) et aussi seigneur d'Acigné (qu'il offrit à son fils Renaud de Vitré) et de Marcillé (qu'il offrit à son fils Robert de Vitré d'où le Robert de Marcillé-Robert), Robert II fut comte de Mortain...
Certains barons furent de fervents protecteurs de la Bretagne, et donc de la baronnie, contre les envahisseurs anglais : on peut citer Robert Ier et André II. 
En 1248, le baron André III part en croisade en terre sainte. Il y meurt en 1250 lors de la bataille de Mansourah. Son seul fils, André, un enfant, va hériter de la baronnie mais il mourra l'année suivante. C'est alors sa sœur, Philippa, dernière représentante de la Famille de Vitré, qui devint baronne. À sa mort, en 1254, la baronnie de Vitré passe aux mains de son mari, le baron Guy VII de Laval.

### Sous les familles de Laval

#### L'âge d'or
La baronnie de Vitré avait une économie parmi les plus florissantes du Duché de Bretagne. C'était une cité d'environ huit mille âmes, vers 1500. 
Son apogée se situe au XVIe siècle lorsque les confréries des Marchands d’Outre-Mer, installés à Vitré, vendirent leurs toiles de chanvre et leur canevas dans toute l’Europe (et notamment avec la Hanse). Ce marché se faisait via le port de Saint-Malo qui commerçait avec les comptoirs d’Amérique du Sud. Cela explique les maisons, les grands hôtels particuliers et les éléments Renaissance ponctuant la ville close (Hôtel Ringues de la Troussannais ou encore, l’absidiole du château). Cela montre bien la richesse de ces « marchands » associés en confréries. D’ailleurs, le premier homme à avoir fait le tour du monde par voie terrestre est un Vitréen nommé Pierre-Olivier Malherbe. Cela montre bien l’ouverture de la ville sur le monde.

## Géographie
Arthur de La Borderie dit, que la baronnie "était une des plus grandes seigneuries de notre province, la plus étendue assurément de toute la Haute-Bretagne. Au nord elle montait jusqu'au Couesnon, à une lieue environ de la ville de Fougères ; au sud elle descendait jusques et y compris la paroisse de Villepot, à quatre lieues de Châteaubriant, soit une quinzaine de lieues de longueur. Sa plus grande largeur de l'est à l'ouest était de la frontière bretonne auprès du Pertre, à la paroisse d'Acigné, soit neuf à dix lieues ; mais ailleurs son territoire était moins large et s'étrécissait surtout beaucoup vers le sud, pressé entre la baronnie de La Guerche d'une part, et d'autre part les seigneuries de Brie, du Teil et de Piré. Malgré cela elle s'étendait dans plus de quatre-vingts paroisses, et dans ce nombre il y en avait au moins soixante-dix relevant du baron de Vitré, en proche ou en arrière-fief, pour la totalité ou la très grande généralité de leur territoire". La seigneurie suivait le haut cours de la Vilaine.
La baronnie de Vitré était bornée par les seigneuries de Fougères au nord, de Rennes à l'ouest, de La Guerche et de Châteaubriant au sud, de Laval à l'est, de Craon et l'Anjou au sud-est.

## Sources
- Mairie de Vitré